# Aerobiz
Aerobiz (エアーマネジメント 大空に賭ける? "Air Management: Ōzora ni Kakeru") è un videogioco gestionale per il Super Nintendo e per il Mega Drive/Genesis, distribuito nel 1992 dalla Koei.
Come CEO di una compagnia aerea in costruzione, c'è un limite di tempo per espandere i propri affari per poter affrancare le compagnie rivali (controllate dalla I.A. oppure da altri giocatori umani). 
Al giocatore è permesso di tutto riguardo alla gestione del proprio impero finanziario, ma alcune scelte in determinati periodi storici possono influenzare grandemente l'andamento della partita. Gli affari non si limitano all'aeronautica, ma anche alla gestione d'alberghi e ristoranti sparsi qua e là nel mondo intero.
Il seguito diretto, Aerobiz Supersonic, distribuito nell'agosto del 1994 per SNES e Mega Drive/Genesis, presenta più elementi e bilancia la sfida globale, sebbene il gioco sia solo un aggiornamento.
Air Management '96, il terzo sequel per il solo mercato giapponese, è disponibile per Sega Saturn e PlayStation.

## Modalità di gioco
Aerobiz presenta due collocazioni temporali nelle quali collocare la propria base economica: tra il 1963 e il 1995 o tra il 1983 e il 2015. Scelta l'ambientazione, si deve scegliere in quale città porre la propria base e ogni città ha vantaggi e debolezze: New York, Londra e Tokyo sono più ricche, mentre Lima, Nairobi e Honolulu sono assai svantaggiate. Selezionato il livello di difficoltà, l'importanza data dai passeggeri agli eventi mondiali e il numero stesso di questi cambia notevolmente. 
Il titolo è molto lineare.
Il comando "percorsi" permette di aggiungere sino a trenta nuove linee di viaggio, oppure smantellare quelle obsolete o ridondanti.
Il comando "negoziazione" permette ai rappresentativi della propria compagnia di gestire parte degli aeroporti posseduti.
Il comando "scambio" permette al giocatore di comprare o vendere aerei.
Il comando "budget" permette di gestire i costi per mantenimento, qualità dei servizi e pubblicità. 
Il comando marketing permette al giocatore di principiare campagne pubblicitarie di grande effetto.
Il comando "investimento del denaro" permette di collocare nuove basi per aprire alberghi, nuove rotte o attirare altri passeggeri e comprare e vendere materiali da altre compagnie. 
Il comando "Incontro di bordo" consiglia al giocatore come meglio spendere il proprio denaro.
Sono disponibili informazioni sulle città, sulle compagnie rivali e sul rendimento generale della propria compagnia. 
Dopo ogni manovra da parte di ogni giocatore, il gioco azionera gli eventi del mondo che cambieranno molto l'avvenire di ciascuna compagnia. Vengono poi mostrati i risultati di paragone tra le compagnie aeree che condividono le stesse tratte e dopo il paragone mensile di gennaio-marzo, si ha quello annuale. A vincere la partita è il giocatore che per primo: collega tutte e 22 le città con un certo numero di passeggeri per cittù (tra 2,5 a 4,5 milioni in base alla difficoltà) ovviamente lasciando tutto proficuo. Se la propria azienda finisce il credito, subirà la bancarotta e dovrà essere ripristinata. Se nessuna delle aziende vince entro 128 turni, la partita termina automaticamente ed è dichiarata la sconfitta.

## Città
- Pechino
- Buenos Aires
- Il Cairo
- Delhi
- →  Hong Kong
- Honolulu
- Lagos
- Lima
- Londra
- Los Angeles
- Città del Messico
- →  Mosca
- →  Nairobi
- New York
- Parigi
- Rio de Janeiro
- Roma
- Singapore
- Sydney
- Teheran
- Tokyo
- →  Vancouver

## Aerei
- Boeing 707
- Boeing 727
- Boeing 737
- Boeing 747
- Boeing 747-400
- Boeing 767
- Douglas DC-8
- McDonnell Douglas DC-9
- McDonnell Douglas DC-10
- McDonnell Douglas MD-11
- McDonnell Douglas MD-12
- Lockheed L-1011
- Ilyushin Il-62
- Ilyushin Il-86
- Ilyushin Il-96
- Tupolev Tu-154
- Concorde
- Airbus A300
- Airbus A310
- Airbus A320
- Airbus A330